# Стопилка
Стопи́лка —  село в Україні, у Корюківській міській громаді Корюківського району Чернігівської області. Населення становить 136 осіб.  До 2020 орган місцевого самоврядування — Рибинська сільська рада.

## Географія
Село розташоване за 24 км від районного центру і залізничної станції Корюківка та за 25 км від селищної ради.  Висота над рівнем моря — 164 м. 

## Історія
Село утворене у 1919 році. 
12 червня 2020 року, відповідно до розпорядження Кабінету Міністрів України № 730-р «Про визначення адміністративних центрів та затвердження територій територіальних громад Чернігівської області», увійшло до складу Корюківської міської громади.
19 липня 2020 року, в результаті адміністративно-територіальної реформи та ліквідації колишнього Корюківського району, село увійшло до складу новоутвореного Корюківського району.